# Franz von Borries (Landrat, 1785)

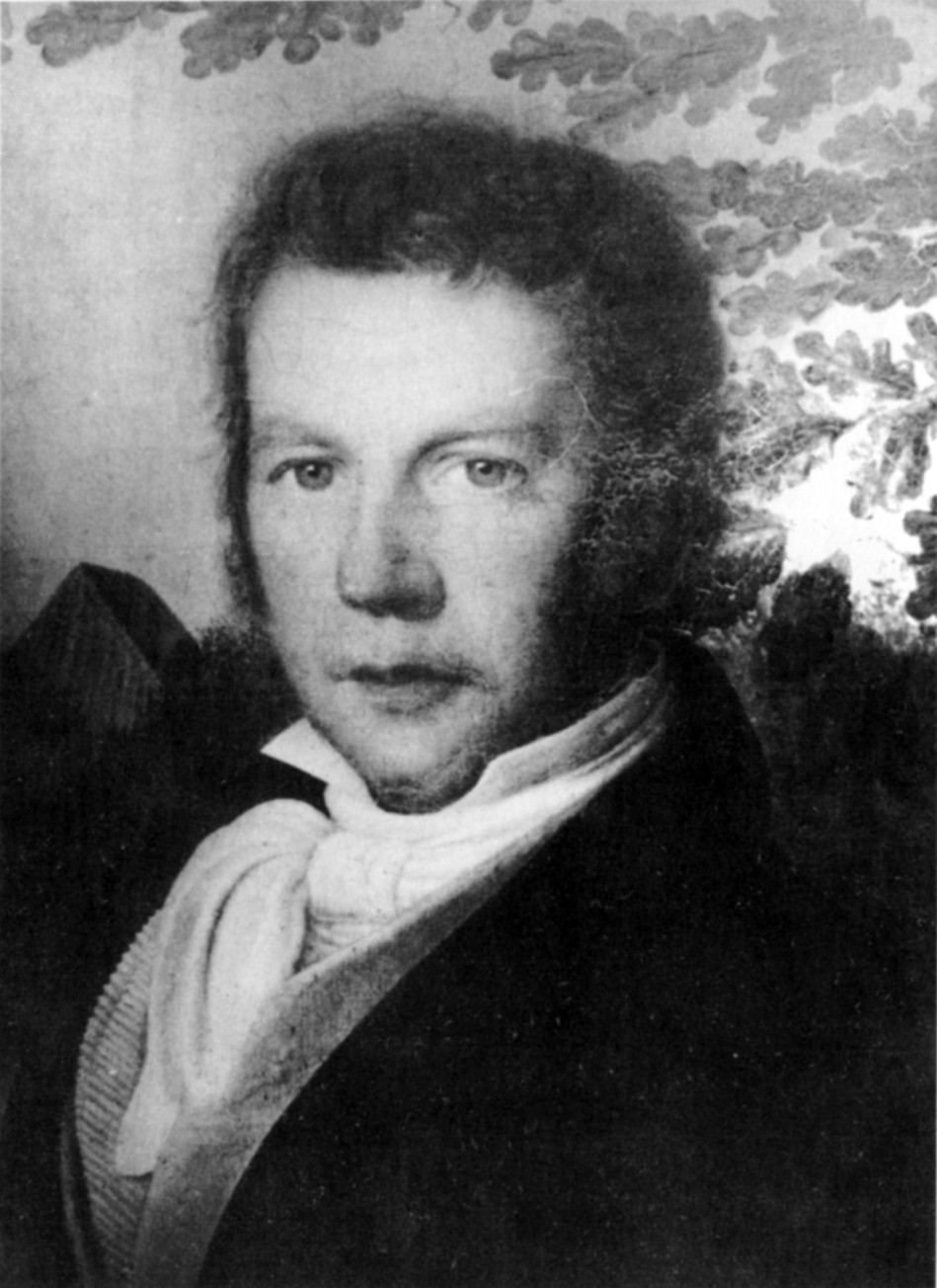
Franz von Borries

Franz von Borries auf Eckendorf (* 9. April 1785 in Stade; † 15. August 1858 in Münster) war ein deutscher Rittergutsbesitzer, Politiker, Regierungsbeamter und Ehrenbürger der Stadt Minden.
Von 1817 bis 1837 war Franz von Borries Landrat des preußischen Kreises Bielefeld und von 1847 bis 1854 Regierungspräsident der Bezirksregierung in Minden.

## Leben
Franz von Borries gehörte der alten, ursprünglich aus Minden stammenden Reichsadels-Familie von Borries an, welche zahlreiche Regierungsbeamte und Politiker hervorbrachte und zu den einflussreichsten Familien in Ostwestfalen gehörte. Er war der Sohn von Heinrich Otto von Borries aus dessen zweiter Ehe mit Eleonore Sophie Freiin Grote. Sein Bruder war Philipp von Borries, der Landrat der Kreise Bünde und Herford wurde.
Von 1801 bis 1803 besuchte Franz von Borries die Ritterakademie in Lüneburg und studierte danach in Erlangen, Heidelberg und Göttingen. In Erlangen wurde er 1804 Mitglied des Corps Guestphalia.
1807 war er Referendar bei der Kriegs- und Domänenkammer in Minden und 1808 Assessor. 1808 unterbrach Franz von Borries seine Staatslaufbahn und war danach königlich westphälischer Maire im de facto zum napoleonischen Frankreich gehörenden Königreich Westphalen. Am 8. April wurde er zum Landrat des Kreises Bielefeld ernannt, dieses Amt übte er bis 1837 aus. Im Jahr 1837 wurde Franz von Borries zum Oberregierungsrat und Abteilungsdirigenten bei der Bezirksregierung in Minden ernannt, in diesem Amt blieb er bis zu seiner Ernennung zum Regierungsvizepräsidenten in Magdeburg am 5. August 1844. Am 3. Juni 1847 wurde er zum Regierungspräsidenten der Bezirksregierung Minden ernannt, dieses Amt übte er bis zu seiner Entlassung aus dem Staatsdienst auf Gesuch am 22. Juni 1853 aus. Von Borries war Mitglied des Verwaltungsrates der Rheinländisch-Westfälischen Eisenbahngesellschaft.
Franz von Borries war evangelisch und mit Julie Sophie Charlotte Artemisia, geb. von Bülow (* 2. Februar 1787; † 31. Dezember 1860), einer Tochter des Friedrich Ernst von Bülow, verheiratet. Das Paar hatte zehn Kinder. Sein Sohn Hermann von Borries (1820–1896) war ebenfalls Regierungspräsident, und zwar in Lüneburg, und begann seine Laufbahn auf der Ritterakademie Brandenburg und dem Gymnasium in Minden. Rund 90 Jahre später folgte Franz von Borries sein Verwandter Georg von Borries als Regierungspräsident in Minden nach.

## Abgeordneter
Franz von Borries war Mitglied des Provinziallandtags der Provinz Westfalen und 1841 dessen Vizelandtagsmarschall (Vizepräsident), er war auch Mitglied des preußischen Herrenhauses.

## Auszeichnungen
Franz von Borries war Träger des Roten Adlerordens III. Klasse mit der Schleife und seit dem 29. Juni 1853 Ehrenbürger der Stadt Minden.